# Арнаутович, Илия
Илия Арнаутович (серб. Илија Арнаутовић; 7 июля 1924 — 23 января 2009) — сербский и словенский архитектор, известный многими проектами 1960—1980-х годов в Словении. Он родился в Ниш, Королевство Югославия, а умер в Любляне, Словения.
Арнаутович изучал архитектуру с 1945 по 1948 год в Праге и с 1948 по 1953 год в Любляне. Он получил степень магистра в 1952 году под руководством Эдварда Равникара. Его архитектура была основана на продуманном использование принципов строительства, строительных технологий и материалов. Его работы находятся на территории бывшей Югославии и Алжира. Он работал и жил в Любляне.

## Работы
- 1954—1955: проектирование Люблянского выставочного и конференц-центра.
- 1962: Небоскребы на улице Линхарт, район Савско, Любляна
- 1965: Дома в Подгоре, Любляна
- 1967: Трехэтажные жилые дома на улице Шишка, Любляна
- 1970: Многоквартирные дома на улице Чртомир, район Савско, Любляна
- 1970—1974: Блок 28, Белград
- 1973: Четыре здания под названием «Слепи Янез» на улице Шишка, Любляна.
- 1977: Проект отеля Obir ***, 48 номеров в Бад-Айзенкаппель, Австрия.
- 1977: Пятиэтажные жилые дома в BS-3, Любляна
- 1981: Небоскребы на улице Войко, BS-3, Любляна
- 1983—1986: Жун II, Оран, Алжир